# Die Insel des Friedens
Die Insel des Friedens (russisch Остров мира) ist eine Komödie in vier Akten von Jewgeni Petrow. Sie entstand in den Jahren 1939/1940 und wurde 1947 posthum zum ersten Mal gedruckt und aufgeführt.

## Inhalt
Josef Jacobs ist ein 65-jähriger, in London ansässiger Geschäftsmann und Pazifist. Er hat im Ersten Weltkrieg seinen Bruder und seinen Sohn verloren und empört sich stetig über das Waffenstarren der Großmächte und die allgemeine Krisenlage in Europa. Die Meldungen, die ihn über Radio erreichen, überschlagen sich auch immer mehr. Petrow hat dafür aktuelle Geschehnisse herangezogen (Sudetenkrise, Lage in Danzig, japanische Aggressionen, die Erfindung immer zerstörerischer Waffen).
Jacobs trifft eine Entscheidung, die er am Ende des I. Aktes seiner Familie bekannt gibt: Er möchte angesichts der immanenten Bedrohung mit Kind und Kegel England verlassen und für zehn Jahre auf eine weit entfernte Insel umziehen, bis sich die Lage beruhigt hat. Der Oberst, ein Freund von ihm, hat in seiner Jugend die Weltmeere bereist und war damals kurz auf dieser Insel zwischengelandet, die auf der Landkarte als „Namenlose Insel“ bezeichnet wird. Sie ist bisher von keiner der Großmächte annektiert worden, da es dort keine Rohstoffe zu geben scheint. Die Insel ist laut Informationen im Text 7.000 Meilen von London entfernt, 260 Kilometer lang und 78 Kilometer breit und wird von einem friedliebenden Eingeborenenstamm bewohnt.
Im II. Akt sind Jacobs und seine Familie bereits ein Jahr auf der Insel. Er selbst genießt den Frieden, seine Frau aber langweilt sich und möchte zurück. Sein Sohn Arthur hat sich mit dem Inselhäuptling Machunchina angefreundet. Die Insulaner begrüßen außerdem O-Ma, einen japanischen Kapitän, der vor der Insel Schiffbruch erlitten hat und der einzige Überlebende seiner Crew ist. Am Ende von Akt II bricht sich eine Erdölfontäne Bahn – die Insel ist also doch auf einem wertvollen Bodenschatz angesiedelt.
Der III. Akt ist zeitlich keine drei Jahre nach der Ankunft auf der Insel angesiedelt. Das gefundene Erdöl hat das Leben auf der Friedensinsel massiv verändert. Die Großmächte kämpfen darum, Stützpunkte auf der Insel einzurichten. Die Inselbewohner haben derweil jeder für sich Aktiengesellschaften gegründet, auch der japanische Gestrandete O-Ma. Als der Streit eskaliert, lässt der angeblich friedliebende Jacobs doch eine Kiste mit Waffen holen, die er heimlich auf die Insel verschifft hatte. Die Gesellschafter seiner Inselfamilie (er selbst, seine Frau, die Wirtschafterin Kathrin Morrison sowie der Doktor und der Geistliche) schließen sich zur „Vereinigten Stille-Ozean-Naphta, Josef Jacobs junior und Co.“ zusammen, um gegen O-Ma zu kämpfen.
O-Ma hat inzwischen den Häuptling der Insel gestürzt und eine Regierung von seinen Gnaden installiert. Im IV. Akt verlangt er die Herausgabe des Häuptlings, der sich zur Jacobs-Familie geflüchtet hatte. Jacobs gibt dieser Bitte nach einer längeren Verhandlung aufgrund von Wortklaubereien nach, wohl wissend, dass der Häuptling von O-Ma hingerichtet werden wird. Er verkauft diesen Deal hinterher als friedenssichernde Maßnahme (eine Anspielung auf Chamberlains Appeasement-Politik). Kurz darauf greift O-Ma trotzdem an, zudem erscheinen Kriegsschiffe verschiedener Parteien am Horizont. Der eintreffende Oberst sagt zu Jacobs:
„Sehen Sie, ich hatte doch recht. Wir können dem Krieg nicht entfliehen, und wenn wir es versuchen, so tragen wir ihn mit uns, ob wir es wollen oder nicht. Wir selbst sind der Krieg.“

## Volltext
- das Stück im russischen Original auf Lib.ru

## Ausgaben
Jewgenij Petrow: Die Insel des Friedens. Ein Lustspiel in 4 Akten. Deutsch von Georgia Tanewa. Berlin: Henschel 1947.